# Offshore-Windpark Anholt
Der Offshore-Windpark Anholt ist ein Offshore-Windpark im Kattegat zwischen der Hafenstadt Grenaa sowie der namensgebenden Insel. Mit einer Nennleistung von 400 MW war er bei der offiziellen Inbetriebnahme am 4. September 2013 der leistungsstärkste Offshore-Windpark in Dänemark.

## Allgemeines
Die Gesamtfläche des Windparks, der sich in 15 km Entfernung von der Ostküste Jütlands befindet, beträgt 88 km², die Insel Anholt liegt 20 km entfernt. Als Ausgangsbasis für die Errichtung des Windparks, aber auch für die spätere Instandhaltung dient der Hafen von Grenaa, einzelne Großkomponenten werden direkt vom Hersteller zum Windpark geliefert.
Insgesamt soll der Windpark elektrische Energie für ca. 400.000 dänische Haushalte liefern, entsprechend etwa 4 % des dänischen Stromverbrauchs. Die Einspeisevergütung für die ersten 20 TWh beträgt 105,1 øre pro Kilowattstunde (entsprechend ca. 14 ct/kWh). Anschließend, nach etwa 12–13 Betriebsjahren, wird die produzierte elektrische Energie ohne weitere Subvention am freien Markt verkauft.

## Technik
Zum Einsatz kommen 111 Windkraftanlagen des Typs Siemens SWT 3.6-120 mit einer Nennleistung von 3,6 MW, einem Rotordurchmesser von 120 Metern sowie einer Nabenhöhe von 81,6 Metern, die Gesamthöhe der Anlagen bis zur Rotorspitze beträgt folglich 141,6 Metern. Installiert wurden die Windkraftanlagen bei Wassertiefen zwischen 15 und 19 Metern. Als Gründung wurden Monopiles verwendet, die je nach Standort der Turbine eine Länge von 33 bis 47 Metern aufweisen und zwischen 20 und 30 Metern in den Meeresgrund gerammt werden. Über Mittelspannungskabel, die vom Hersteller Nexans in Deutschland gefertigt wurden, sind die Windkraftanlagen mit der windparkeigenen Umspannplattform verbunden, deren Transformatoren die Wechselspannung von 33 kV auf 220 kV transformieren. Von der Umspannplattform führt ein Exportkabel nach Trige in der Nähe von Aarhus, wo Anschluss an das dänische Höchstspannungsnetz besteht. Das Seekabel führt dabei 25 km bis an den Anlandepunkt nördlich von Grenaa, von dort aus 55 km über Land nach Trige.

## Geschichte
Projektiert wurde der Windpark von dänischen Energieversorgungsunternehmen Ørsted (vormals: Dong Energy), das im Juli 2010 die Genehmigung zum Bau erhielt. Im März 2011 verkaufte Dong Energy 50 % der Anteile an ein Konsortium aus PensionDanmark, die 30 % der Anteile erwarben, sowie PKA, die die restlichen 20 % übernahmen.
Begonnen wurde die Offshore-Arbeiten an Silvester 2011 mit dem Einrammen des ersten Monopiles. Offiziell wurden die Bauarbeiten am 13. Januar 2012 aufgenommen. Anfang August waren alle 111 Monopiles inklusive Transition Pieces installiert. Die Verkabelung erfolgte nach Zeitplan, die ersten Windkraftanlagen wurden ab September 2012 errichtet. Die erste Turbine speiste Ende September elektrische Energie ins Netz ein, weitere folgten bis zum Jahresende. Am 19. Mai 2013 wurde die letzte Windturbine errichtet und einen Monat später ans Netz angeschlossen, so dass ab dem am 19. Juni 2013 alle Windkraftanlagen in Betrieb waren. Die offizielle Inbetriebnahme des Windparks fand am 5. September 2013 statt. 
Während des Baus wurde um das Windpark-Baufeld eine Sicherheitszone eingerichtet, in der Schiffsbewegungen verboten waren.

## Zwischenfall
Im April 2022 ist der Rotorstern einer Windkraftanlage ins Meer gefallen.